# فرخنده پس‌سرسبز
فرخنده پس‌سرسبز (نام علمی: Tangara fucosa) یک گونه از پرندگان خانواده فرخندگان است که در کلمبیا و پاناما یافت می‌شود. زیستگاه طبیعی آن جنگل‌های کوهستانی نمناک نیمه‌گرمسیری یا گرمسیری است. نابودی زیستگاه آن را تهدید می‌کند.